# Lobulia brongersmai
Lobulia brongersmai là một loài thằn lằn trong họ Scincidae. Loài này được Zweifel mô tả khoa học đầu tiên năm 1972.